# Jungledyret Hugo
Jungledyret Hugo est une série télévisée d'animation danoise en treize épisodes de 24 minutes diffusée à partir du 4 octobre 2003 sur la chaîne TV 2 Danmark.
La série conserve les mêmes personnages que les deux premiers films Jungle Jack et Jungle Jack 2 : La Star de la Jungle à savoir Jack (Hugo dans la version originale) et Rita. L'action se situe juste après la fin du second volet et sert de transition entre le second volet et Jungle Jack 3, qui sort en 2007.
Cette série est inédite dans tous les pays francophones.

## Synopsis
La série commence au moment où le deuxième volet des aventures de Jack s'était terminé. Jack et Rita viennent de sauter à bord d'un train menant vers le sud pour se trouver un lieu où vivre tranquillement, sans humains ou autres menaces. Néanmoins, leur périple va s'annoncer bien plus compliqué et de nombreux personnages s'élancent à la poursuite de Jack du fait de son statut d'animal rare.

## Distribution
- Jesper Klein : Jack (Hugo)
- Kaya Brüel : Rita
- Søs Egelind : Voix additionnelles
- Dick Kaysø (da) : Voix additionnelles
- Anne Marie Helger : Voix additionnelles
- Margrethe Koytu (da) : Voix additionnelles
- Torben Zeller (da) : Voix additionnelles
- Flemming Quist Møller : Voix additionnelles
- Stig Hoffmeyer : Voix additionnelles
- Tim Vladimir : Voix additionnelles
- Nis Bank-Mikkelsen : Voix additionnelles
- Ann Hjort : Voix additionnelles
- Thure Lindhardt : Voix additionnelles
- Ole Fick : Voix additionnelles
- Morten Lorentzen : Voix additionnelles
- Christina Meyer : Voix additionnelles
- Thomas Mørk : Voix additionnelles

## Fiche technique
- Titre original : Jungledyret Hugo
- Réalisation :
  - Réalisateurs : Jørgen Lerdam, Flemming Quist Møller et Anders Sørensen
  - Assistants réalisateurs : Eddy May et Anders Worm
- Scénario : Flemming Quist Møller
- Musique : Morten Bolvig
- Storyboardeurs : Thorbjørn Christoffersen, Karin Röster, Tue Volder, Juan Diaz Canales, Royce Ramos et Thorsten Kiecker

## Diffusion
Elle est aussi diffusée à l'étranger, notamment sur la chaîne allemande Super RTL du 4 octobre 2003 au 28 février 2004.

## Liste des épisodes

### Épisode 1:Sydover
Jack et Rita viennent de sauter à bord du train, se dirigeant vers le sud. Néanmoins, les deux amis ont une mauvaise surprise, découvrant que le terminus du train est une autre ville. Ils sont alors repérés par Smutz et Blitz, deux journalistes, voulant prendre une photo de Jack pour toucher une belle prime du fait de la rareté de cet animal. Traqué par ces deux journalistes et des contrôleurs ferroviaires, ils prennent un autre train, toujours poursuivi par les deux journalistes.
Jack saute du train en voyant des orangers malgré la réticence de Rita. Les deux amis arrivent alors à l'intérieur d'une ville traditionnelle d'Europe du Sud. Pour pouvoir se repérer, Jack escalade un clocher, voyant la mer au loin. Néanmoins, il est désarçonné par la cloche et tombe au sol. C'est alors que Jack est victime d'amnésie et ne se souvient plus de rien, pensant qu'il est dans la jungle.
En voyant de la nourriture dans une maison familiale, Jack se précipite vers elle, toujours amnésique. Il tente de prendre la sucette d'un bébé mais son landau bascule et Jack et l'enfant se retrouve dans la fontaine du jardin. La nourrice récupère l'enfant et Jack, guéri de son amnésie, rejoint Rita.
Ils réussissent tant bien que mal à atteindre la plage mais retrouve, accidentellement, Smutz et Blitz. Les deux compères promettent alors la moitié de la prime à un bodybuilder s'il attrape Jack. Jack et Rita se trouvent alors au milieu de l'océan mais l'athlète, à bord d'une motomarine (jet-ski), réussit à attraper Jack. Avec l'aide de Rita, Jack parvient à s'échapper et à prendre le contrôle de son jet-ski. Se dirigeant vers un bateau, Jack saute mais Rita n'y a pas le temps et s'écrase. Jack parvient à la sauver de la noyade.
Les deux amis montent à bord d'un navire de croisière et se cache à bord d'un canot de sauvetage. Le bateau lève l'ancre et le voyage vers l'inconnu recommence pour Jack et Rita.

### Épisode 2:Kidnappet
Jack et Rita se réveille, toujours à bord de leur canot de sauvetage. À la suite des plaintes de Jack, les deux quittent leur cachette pour trouver de la nourriture. Néanmoins, ils ne sont pas seuls. Trois gangsters, une mère et ses deux fils, sont sur le bateau dans le but de voler l'enfant d'Alf Croesus, fils d'un milliardaire, pour réclamer une rançon. On remarque que la famille Croesus est celle que Jack et Rita ont rencontré lors du premier épisode.
Le plan consiste à ce qu'un des fils, Johnny, charme la nourrice Bibi Jensen pour la tenir éloignée du bébé, pendant que sa mère dérobe l'enfant. Sauf que Jack et Rita font échouer inconsciemment toutes les tentatives d'enlèvement en tentant de prendre les sucreries du bébé.
Retournant dans leur canot, Rita décide d'aller chercher seule de quoi manger et ordonne à Jack de rester cacher, ce que le petit animal ne respecte pas. Alors que Jack a plus de succès dans cette quête que la renarde, Johnny invite Bibi sur le pont supérieur, laissant le bébé seul. Rita, cherchant de la nourriture, tombe dans le lit-parc de l'enfant au moment où les voleurs entrent dans la chambre. Voyant que l'enfant se tient tranquille lorsque Rita est là, la mère décide de kidnapper l'enfant et Rita, sous les yeux de Jack resté caché.
Alors que les voleurs se préparent à lancer un canot de sauvetage pour s'échapper, Jack attaque Sonny, un des autres fils, ce qui entraîne la perte du téléphone portable et donc du contact avec le troisième fils, Tony, présent non loin avec un autre bateau. Sonny lache le levier du bateau, les cordages cèdent et le bateau tombe avec le sac. 
Jack saute et atterri sur la légère barque, maintenant à la dérive. Il libère Rita du sac, rempli de nourriture volé par Sonny. Sauf qu'ils ont un nouveau problème : le bébé est avec eux.

### Épisode 3:Barneleg
Jack et Rita sont perdus au milieu de l'océan avec le bébé d'Alf Croesus. La barque échoue sur une plage du continent africain, permettant aux deux héros de se désaltérer. Alors que Rita est toujours coincé par le bébé, Jack tente de trouver la route menant à la jungle. Pendant ce temps là, Rita et le bébé sont trouvés et recueillis par une mère et ses deux enfants.
Le grand-père de l'enfant, le milliardaire William Croesus, promet une récompense d'un million de dollars à celui ou ceux qui ramèneront sa petite-fille. Les gangsters se mettent alors en route, à la recherche de la barque de Jack et Rita. Ils arrivent sur la côte où le canot s'est échoué. 
La mère des gangsters décide alors de jouer la grand-mère de l'enfant et Johnny le père. Sauf que la mère africaine remarque vite la comédie des deux kidnappeurs et les expulse. Plus tard, le milliardaire Croesus arrive en hélicoptère pour reprendre sa fille et offre la récompense à la famille. Il décide d'emmener Rita avec lui et Jack s'agrippe à l'hélicoptère pour suivre la trace de son amie.
Ils arrivent au château du milliardaire. Alors que Rita fait toujours office de « jouet », Jack se cache et réussi à trouver la renarde. Néanmoins, les malfaiteurs se déguisent en journaliste pour une soi-disant interview de William Croesus, pour pouvoir dérober l'enfant. Alors que Bonnie (nom de code de la mère) et Johnny s'échappe avec le bébé, Jack leur coupe la route en faisant trébucher une armure, mettant fin à leurs espoirs. Les gangsters réussissent à s'échapper.
Pour les remercier, le milliardaire offre à Jack et Rita la possibilité de vivre sous son toit.

### Épisode 4:Millard Ærens Legtøj
Rita est décidée à s'échapper du manoir du milliardaire, se considérant emprisonnée. Sauf que Jack n'est pas de cet avis, voulant profiter des divers avantages de la vie de luxe. Ces avantages l'ont d'ailleurs fait grossir. Le petit animal devient le compagnon de jeu du milliardaire.
En faisant des recherches sur l'espèce de Jack, le milliardaire Croesus apprend que l'animal est le symbole d'un petit territoire appelé Junglandia, dirigé par le Général Maximillion Maximus. Une rencontre entre les deux est organisée. En voyant ce que Jack est devenu, à savoir gros et lent, Maximus désire reprendre l'animal pour le remettre dans son habitat naturel, à savoir la jungle. Croesus refuse de vendre Jack et Maximus quitte le manoir, furieux.
Bonnie et ses enfants ayant observé la scène proposent au Général d'enlever Jack contre de l'argent. Le général accepte. Le soir même, Jack et Rita tente de s'échapper. Ne pouvant grimper sur le mur entourant la propriété, Rita décide de creuser un trou à l'endroit d'une fissure. Jack n'arrive pas à passer à cause de son ventre. Pendant ce temps là, les gangsters mettent en place un dispositif, attendant les deux amis de l'autre côté du mur. Rita fait faire des exercices physiques à Jack pour faire perdre son ventre mais ils décident de reporter l'opération évasion au lendemain.
Le lendemain, Croesus amène Jack à sa table et lui propose des friandises, que Jack refuse difficilement. Rita choisit le moment pour attaquer le milliardaire et font route vers le trou creusé. Néanmoins, de l'autre côté, ils sont capturés par Bonnie et ses enfants. Ils ramènent les deux animaux au Général qui échange Jack et Rita contre une valise d'un million de dollars. Il s'avérera que cet argent est faux.
Le Général emmène Jack et Rita au Junglandia et alerte la presse, déclarant la région indépendante. Seulement deux journalistes répondent présent, qui ne sont autres que Smutz et Blitz. Au moment où Maximus pose pour une photo avec Jack, les deux amis attaquent le général et en profitent pour s'enfuir, faussant compagnie aux chiens du dirigeant.
Jack remarque alors qu'ils sont enfin arrivés dans la jungle et sauve Rita de se faire manger par un alligator.

### Épisode 5:Jungleanden
Jack et Rita traversent le lac de la jungle pour échapper aux hommes de Maximus. Rita est aidé dans ce périple par une otarie et sa famille, pour faire peur à l'alligator. Jack retrouve ses amis les singes Zik et Zak. Ils lui apprennent qu'un jaguar est arrivé dans la jungle récemment et sème la terreur.
Jack rencontre le jaguar qui le met en garde. De son côté, Rita a du mal à s'intégrer à cette nouvelle vie. Alors qu'elle exprime un ras-le-bol à ses amis, le jaguar la remarque et se met à sa poursuite. Elle est sauvée en montant à une liane brandie par Jack, Zig et Zak. Le jaguar commence à développer une obsession pour la jeune renarde, voulant la dévorer après que Jack est prévenu Agouti le lapin que le jaguar était derrière lui. Jack commence à lui parler de « l'esprit de la jungle » qui protège l'ensemble des animaux qui y vivent. Il n'est pas pris au sérieux par le carnivore.
Alors que Rita veut à tout prix retourner chez elle, Jack va demander conseil à un vieux hibou, lui expliquant qu'il a tenté d'effrayer le jaguar avec « l'esprit de la jungle ». Le hibou affirme que la peur de l'inconnu est une bonne idée. Il dit aussi que cet esprit existe vraiment et que c'est le fait de s'aider les uns des autres.
Après avoir compris les indications du noctambule, Jack réalise un plan pour piéger le jaguar. Il utilise Rita comme appât. Après qu'Agouti est amené le jaguar jusqu'à Rita, les animaux le piègent après que sa patte fut coincé dans une liane. Jack met une ruche sur la tête de l'animal pour éviter qu'il voie le hibou jouer le rôle de « l'esprit de la jungle » et lui ordonnant de quitter la jungle, ce que la bête fait après avoir été relâchée.
Rita est ensuite félicitée par l'ensemble des animaux pour son courage mais celle-ci les congratule tous pour leur travail. Après cela, l'otarie demande à Rita si elle va rester dans la jungle. Elle leur répond qu'elle va faire un essai.

### Épisode 6:JungleBallade
Jack, Rita, Zik, Zak et Otinga s'amusent tous ensemble dans la jungle paisible. Néanmoins, cette tranquillité est perturbée par deux chercheurs d'ors. En effet, après s'être vu refusé une carte menant à une mine d'or, ils sont informés par un vieil homme que le Général Maximus offre une forte récompense pour la capture d'un animal rare : Jack. Ils se lancent alors dans cette quête.
Peu de temps après, Otinga fait la rencontre d'un jeune indien en pirogue qui lui offre un poisson. Confiante à l'égard des humains, elle s'approche du bateau des deux mercenaires, mais ceux-ci manquent de blesser l'otarie. Jack et Rita lui apprennent que tous les humains ne sont pas tendres et affectueux avec les animaux. 
Après s'être fait expulser par le chef d'un village d'indien après leur avoir demandé leur aide pour la recherche d'une mine d'or, les deux malfrats décident de kidnapper le jeune indien en bateau pour que celui-ci les mène à leur but. Ayant vu la scène, Jack alerte ses amis et décident, à la tombée de la nuit, de venir en aide à l'enfant. 
Dès que les voleurs sont endormis, Jack et Rita tentent de délivrer l'enfant, ligoté et bâillonné. Sauf qu'ils n'y arrivent pas et Jack est reconnu par un des malfrats. Le petit animal décide d'aller chercher Otinga, qui réussit à briser les liens du jeune homme, s'échappant et remerciant ses sauveurs.
Jack décide de jouer un tour aux deux crapules en attirant des termites dans leur tente. Affolés, ils s'échappent à bord de leur bateau sous les rires des cinq amis.

### Épisode 7:Frkadellemytteriet
La saison des pluies a commencé dans la jungle de Jack. Le terrier de Rita est inondé et la forêt noyée sous les flots. Rita est emportée par l'inondation et est secouru par Jack. Alors que les deux amis divague sur les flots, les deux chercheurs d'or les aperçoivent et partent à leur trousses.
Jack et Rita parviennent à monter à bord d'un bateau, passant par là, et se cachent dans le bateau de secours. Néanmoins, les deux mercenaires grimpent à bord de ce même bateau et commencent leurs recherches. Arrivant à un port, Jack part en éclaireur, pour vérifier que la voie est libre, mais il est capturé par les deux hommes. 
Néanmoins, un des deux conserve le butin pour lui seul et décide d'aller prévenir le Général Maximus. Rita en profite pour voler le sac contenant Jack et se fait aider par Rosita et Rasmus, les deux souris du premier film, pour libérer Jack. Les deux souris apprennent à Jack que Charlie le cuisiner est au port où son bateau fait escale.
Alors qu'ils sont sur le chemin du bateau, le Général Maximus arrive et ils sont poursuivis par le chien du Général, qui effrayé par Rosita et Rasmus, rebrousse chemin. Jack et Rita arrivent à rejoindre le bateau et retrouvent Charlie. Néanmoins, le capitaine Skipper ayant remarqué l'arrivée des deux animaux, demande à Charlie de les expulser. Le cuisinier refuse et menace de ne plus faire ses boulettes de viandes si ses amis quittent le navire.
En entendant cela, les marins se mettent en grève, réclamant à ce que Charlie recommence à cuisiner, faisant pression sur le capitaine Skipper. Le capitaine accepte finalement mais exige à Charlie quitte le navire dès que celui-ci fait escale. L'épisode se termine avec Charlie, cuisinant pour les habitants de la ville, accompagné par Jack et Rita.

### Épisode 8:Baby Hugo
Charlie, Jack et Rita arrivent dans une nouvelle ville. Le cuisinier leur conseille de se cacher dans un bosquet pour la journée afin d'y être en sécurité. Rita questionne Jack sur ses parents mais il lui répond qu'il a toujours vécu seul. La jeune renarde est déçu par cette réponse et le laisse pensant que son ami lui ment mais il la retrouve et commence à lui expliquer son enfance.
Les premiers souvenirs de Jack sont lorsqu'il découvrit la jungle, perché en haut d'une branche. Il rencontre alors un paresseux, une chauve-souris, un fourmilier et des écureuils, se questionnant sur sa description avant de l'abandonner. Jack cherche alors à savoir ce qu'il est, tentant de voler comme un oiseau ou de se balancer de branche en branche comme un single (rencontrant Zik et Zak au passage).
Il tombe dans l'eau et rencontre une grenouille qui lui apprend à nager et à traquer les mouches. Mais Jack n'apprécie pas tout à fait cette nourriture et s'en va voir le fourmilier qui lui fait découvrir les termites mais il se fait attaquer par ses insectes et s'enfuit. Il trouve finalement un fruit qu'il déguste. Après une mauvaise blague à un sanglier, il est poursuivi par celui-ci et manque de se faire croquer par un alligator. Après cela, il arrive à repousser une panthère grâce à une anguille. 
Ensuite, Jack cherche à se faire des nouveaux amis mais il est repoussé par les écureuils (pensant que c'est un carnivore) ainsi que par les panthères (repoussé par la mère, ayant peur pour ses petits). Il tente alors de se faire apprécier par les singes Zik et Zak. Après les avoir sauvé de l'alligator, les deux singes l'adoptent. Comme celui-ci n'a pas de nom, Zik décide de le nommer Hugo (Jack en version française) car il a toujours voulu avoir un ami qui s'appelle ainsi.
Au moment où Jack termine son histoire, Charlie vient chercher les deux amis pour partir vers la prochaine ville.

### Épisode 9:Klovne på farten
Charlie, accompagné par ses deux fidèles amis, rencontre un certain succès avec ses boulettes de viandes, notamment grâce à Jack et Rita faisant le spectacle. Néanmoins, ils sont chassés par la police, n'ayant pas d'autorisation. Ils décident de prendre la route et se repose à un moment. Jack grimpe sur un arbre et aperçoit un chapiteau de cirque.
Il se dirige vers ce chapiteau et prend la balle du Monsieur Loyal, en train d'entraîner une otarie. Voyant les prouesses de jonglages que font preuve le drôle d'animal et la renarde, il décide d'engager Charlie, Jack et Rita dans son cirque. Le premier soir, les trois amis réussissent à divertir le public. Sauf que, dans ce même public, les journalistes Smutz et Blitz sont présents. Après le spectacle, ils tentent de prendre un souvenir des artistes mais ils remarquent que Jack est un des artistes.
Après avoir été repoussé par Charlie, Smutz et Blitz appellent le Général Maximus. Celui-ci arrive, après le deuxième spectacle, et tente d'acheter Jack à Charlie, celui-ci refuse catégoriquement. C'est alors que le monsieur loyal, voulant toucher la récompense, montre à Maximus le contrat signé par Charlie, contrat dans lequel il est mentionné que Jack est la propriété du cirque. 
Jack est pris de force mais sauvé par l'otarie et Rita. Revenant vers Charlie, celui-ci préconise à ses amis de s'échapper. Jack et Rita se réfugie dans une maison en ruine. Ils aident un nisse, coincé sous des décombres. Ils décident alors d'accompagner l'elfe au Pôle Nord, pour se rendre au château du roi des nisses.

### Épisode 10:Nordpå
Accompagnés par le nisse, Jack et Rita faussent compagnie au Général Maximus et à Pedro, en montant à bord d'un camion. Celui-ci fait une pause et nos amis découvrent qu'ils sont à mi-chemin, voyant des montagnes au loin. Quant à Jack, il tente de soutirer le secret de l'invisibilité du lutin.
Se reposant près d'un cours d'eau, Jack est mis au défi par un castor. Les deux font alors une course à la nage. C'est alors que la famille du castor se retrouve attaqué par un lynx. Jack parvient à sauver la famille. Il diverti ensuite la famille, en tapant sur des rondins de bois.
Ensuite, Rita se réveille et, voyant que Jack n'est pas là, part à sa recherche avec le nisse sur son dos. Néanmoins, ils sont pris à part par le même lynx et parviennent à se réfugier dans un entassement de roche. Usant la ruse, le lutin réussit à s'échapper et prévient Jack du danger qui menace Rita. Le petit animal arrive et évite à la renarde de sortir de sa cachette ; le lynx étant perché sur un arbre, en embuscade.
C'est alors que les castors coupent l'arbre sur lequel se situe le chasseur, qui chute dans l'eau. Nos trois voyageurs reprennent la route mais Rita commence à fatiguer, portant l'elfe sur son dos depuis le début. C'est alors qu'ils rencontrent un ours, jouant pour des spots publicitaires. Jack parvient à convaincre l'animal de redevenir libre et ils repartent dans leur parcours, de manière beaucoup plus rapide.

### Épisode 11:Trolderi
Le voyage dans les montagnes continue. Néanmoins, la vie de star de cinéma commence à manquer à l'ours. S'arrêtant pour se reposer, Jack et Rita partent en quête de nourriture pour remonter le moral de leur nouvel ami. C'est alors que la petite renarde et Jack sont capturés par des trolls.
Jack tente de ruser et dit qu'il est le maître des tours. Les trolls lâchent Jack mais gardent Rita, imposant un marché : si le petit animal veut revoir son amie, il doit prouver cette affirmation, en faisant quitter des chasseurs de la terre des montagnes, et par la même occasion du territoire des trolls. Jack accepte et à l'idée de chasser les deux malfaiteurs en utilisant l'ours pour leur faire peur.
Sauf que l'ours prend peur en voyant le fusil d'un des chasseurs, qui à leur tour prennent la fuite. Mais ils reviennent, installant une tente et se préparant pour attaquer. Jack dérobe l'arme et l'ours réussit à faire peur, une nouvelle fois, aux chasseurs, qui se réfugient dans leur tente. Les trolls se débarrassent d'eux et ils atterrissent au poste d'un ranger, qui les arrête pour braconnage.

### Épisode 12:Nordlys
Jack, Rita et le nisse sont abandonnés par un des trolls dans le désert, livrés à eux-mêmes. Il campe alors sur place mais à leur réveil, ils remarquent qu'ils se sont endormis près d'une petite forêt. Rita désire rester ici avec Jack malgré les protestations de l'elfe et commence à creuser un terrier en compagnie de Jack (reprenant au passage la chanson Hulesangen du deuxième film).
Au même moment, les journalistes Smutz et Blitz sont dans les environs, pour tenter de prouver l'existence de troll. Attirés par les bruits de Rita, ils remarquent Jack à ses côtés et appellent directement le Général Maximus. Jack et Rita rejoignent le nisse et continuent leur route pour s'éloigner des journalistes.
Alors qu'ils traversent une montagne enneigé, Jack est capturé par un faucon. Le général ainsi que son bras droit Pedro arrivent à ce moment, à bord d'un hélicoptère, et prennent en chasse l'oiseau. Jack arrive à faire lâcher l'animal mais alors qu'il a retrouvé la terre ferme, il est pris à partie par un glouton. En jouant l'animal malade et fou, il arrive à se débarrasser du glouton. 
Plus tard dans la journée, le nisse croit apercevoir le château du roi mais ils sont toujours traqués par Maximus. La glace se prise sous leurs pattes et ils commencent à dériver sur un iceberg. Au petit matin, l'iceberg arrive au Pôle Nord (Jack et Rita aperçoivent des caribous ainsi que le Père Noël avec ses reines). Néanmoins, Jack et Rita ne désirent pas continuer le voyage, ayant trop froid et étant épuisés. Le nisse les abandonne et continue la route seul.
Rita creuse un trou dans la neige où les deux amis se réfugient. Endormis, ils sont sauvés par le Professeur Strix, un scientifique, qui les emmène sur son bateau, où se trouve également le docteur Strumdrag, le psychologue animalier du deuxième film.

### Épisode 13:Videnskabens fange
Jack et Rita sont ramenés à la civilisation par le professeur Strix, son associée et le docteur Strumdrag. Strix et Strumdrag commencent alors à être en désaccord. Le scientifique pense que Jack est un animal de l’arctique, habitué au climat polaire alors que le psychologue animalier reconnaît Jack et vocifère qu'il est un animal de la jungle.
Alors que Jack subi de nombreuses expériences et que Strix chasse Strumdrag de son laboratoire, Charlie, travaillant dans le restaurant de sa sœur, voit ses deux amis à la télévision. Il décide d'aller les secourir mais se heurte au garde de l'établissement. Le Général Maximus, ayant été informé par la télévision, arrive devant le laboratoire de Strix et passe un accord avec Strumdrag pour que celui-ci l'aide à capturer l'animal.
Le psychologue et Pedro arrivent à capturer Jack mais Rita libère son ami après les avoir renversés avec un chariot. Se dirigeant vers la sortie, ils sont sauvés par Charlie qui les emmène au restaurant. C'est alors qu'il décide de vendre sa recette de boulette de viande à sa sœur, pour, avec l'argent, trouver un lieu de paix avec Jack et Rita. Charlie achète une petite île, au milieu de nulle part, et les trois amis s'installent dans une maison. 
Quelques jours plus tard, à la veille de Noël, le nisse arrive chez Jack et Rita pour faire son travail de distributeur de cadeau. Néanmoins, ce travail fatigue l'elfe. Après avoir été attiré par l'odeur des boulettes de Charlie, il décide de rester sur l'île, abandonnant son poste auprès du Père Noël. La série se conclut sur l'elfe et Rita jouant un tour à Jack, en le faisant croire qu'il est invisible.